# Hieracium bichloricolor
Hieracium bichloricolor es una especie de planta con flor del género Hieracium, de la familia Asteraceae, orden Asterales.

## Distribución
Hieracium bichloricolor se distribuye por Siberia.

## Taxonomía
Fue descrita científicamente por (Ganesch. & Zahn) Üksip. Fue publicada en V.L.Komarov (ed.), Fl. URSS 30: 117 (1960).